# Ochyrocera viridissima
Ochyrocera viridissima is een spinnensoort uit de familie Ochyroceratidae. De soort komt voor in Brazilië.